# Ngoy N’Sumbu
Ngoy N’Sumbu (ur. 30 grudnia 1972 w Kinszasie, zm. 5 maja 2024) – kongijski piłkarz występujący na pozycji pomocnika.

## Kariera klubowa
N’Sumbu karierę rozpoczynał w 1989 roku w belgijskim Germinalu Ekeren, grającym w pierwszej lidze. Jego barwy reprezentował do 1994 roku. Następnie występował w drugoligowych zespołach KSV Waregem oraz Cappellen FC, a w 1997 roku został zawodnikiem pierwszoligowego KRC Genk. Pierwszy ligowy mecz w jego barwach rozegrał 9 sierpnia 1997 przeciwko Royalowi Charleroi (4:0). W ciągu trzech lat gry dla Genku, dwukrotnie zdobył z nim Puchar Belgii (1998, 2000), a raz wywalczył mistrzostwo Belgii (1999), a także wicemistrzostwo (1998).
W 2000 roku N’Sumbu odszedł do drugoligowego KFC Verbroedering Geel, gdzie spędził sezon 2000/2001. W latach 2001–2004 był zaś graczem izraelskiego Maccabi Petach Tikwa, w którym zakończył karierę.

## Kariera reprezentacyjna
W 1994 roku N’Sumbu został powołany do reprezentacji Zairu na Puchar Narodów Afryki. Zagrał na nim w meczach z Tunezją (1:1; gol) i Nigerią (0:2), a Zair odpadł z turnieju w ćwierćfinale.